# أييا باراسكيفي (ثيسالونيكي)
أييا باراسكيفي (Αγία Παρασκευή) هي مدينة ومقر لكومونة بنفس الاسم، من الوحدة البلدية فاسيليكون (سابقًا بلدية)، ضمن بلدية ثيرمي، في الوحدة الإقليمية سالونيك (محافظة سابقًا)، في منطقة مقدونيا الوسطى، وذلك بعد وضع برنامج كاليكراتيس.  كانت تنتمي سابقا إلى مقاطعة سالونيك التابعة لمحافظة سالونيك في التقسيم الجغرافي لمقدونيا.
تقع أجيا باراسكيفي في الجزء الجنوبي الغربي من مقاطعة سالونيك. تقع عند سفح جبل كالافروس وعلى طريق المقاطعة الذي يربط بيرايا مع سوروتي، على ارتفاع متوسط يبلغ 95 م. تتميز الكومونة بأنها مستوطنة ريفية منخفضة تبلغ مساحتها 15.836 كيلومترًا مربعًا (2011). تبعد حوالي 23 كم جنوب شرق سالونيك.
تم إدراج المستوطنة في عام 1918 وضمها إلى كومونة فاسيليكون التابعة لمحافظة سالونيك. في عام 1925 انضمت إلى محافظة هالكيديكي ثم عادت إلى محافظة سالونيك في عام 1927. تم فصلها عن كومونة فاسيليكون وتم تعيينها كمقر كومونة أجيا باراسكيفي. في عام 2010 تم فصلها عن بلدية فاسيليكون وضمها إلى بلدية ثيرمي. 
تم اكتشاف مستوطنة تعود إلى العصر البرونزي في تومبا. يوجد في الموقع مقابر تعود إلى القرن السادس قبل الميلاد، بينما تم العثور على مقبرة مقدونية من القرن الرابع قبل الميلاد. خلال الفترة البيزنطية، كان دير أجيا باراسكيفي موجودًا إلى الجنوب. مع الفتح العثماني، تم تقديم اسم المستوطنة بالتركية باسم جنيكوي وكان يسكنها المسيحيون. بعد عام 1923، انضم إلى السكان المحليين عدة عائلة من اللاجئين أغلبهم من تراقيا الشرقية وآسيا الصغرى (أغلبهم من بورصة) والبنطس.